# Sancta Sanctorum
Sancta Sanctorum (en latín: ‘[lugares] santos de los santos’) es la denominación de una iglesia dedicada a san Lorenzo (Chiesa di San Lorenzo in Palatio ad Sancta Sanctorum o Cappella di San Lorenzo in Palatio —en Roma se le dedicaron al menos otras seis iglesias—) que ocupa un espacio describible como capilla lateral en la parte superior de la Escalera Santa del Palacio de Letrán (el palacio de los papas en Roma), y que se utilizaba por los papas como capilla privada. La denominación se le dio a partir del siglo XII, en referencia a la desmesurada cantidad e importancia de las reliquias conservadas en ella, que asemejaban a este lugar al Sanctum sanctorum (‘santo de los santos’) del templo de Jerusalén.
Consta su existencia desde el pontificado de Esteban III (siglo VIII). En el siglo XIII fue restaurada y reconstruida (pontificados de Honorio III y Nicolás III). En el siglo XVI el papa Sixto V hizo trasladar la Escalera Santa para que sirviera de acceso al Sancta Sanctorum.

## Arte

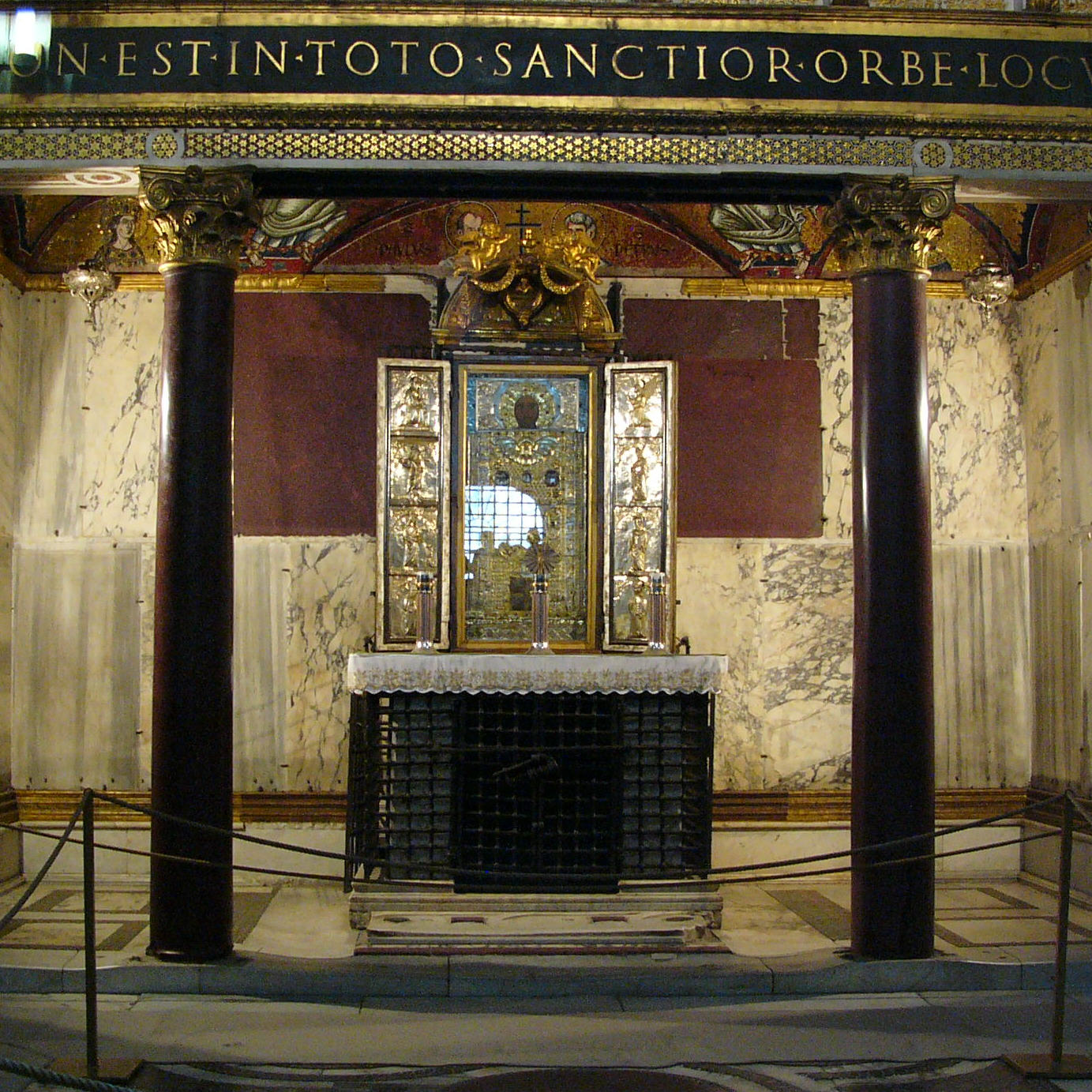
Altar e inscripción.

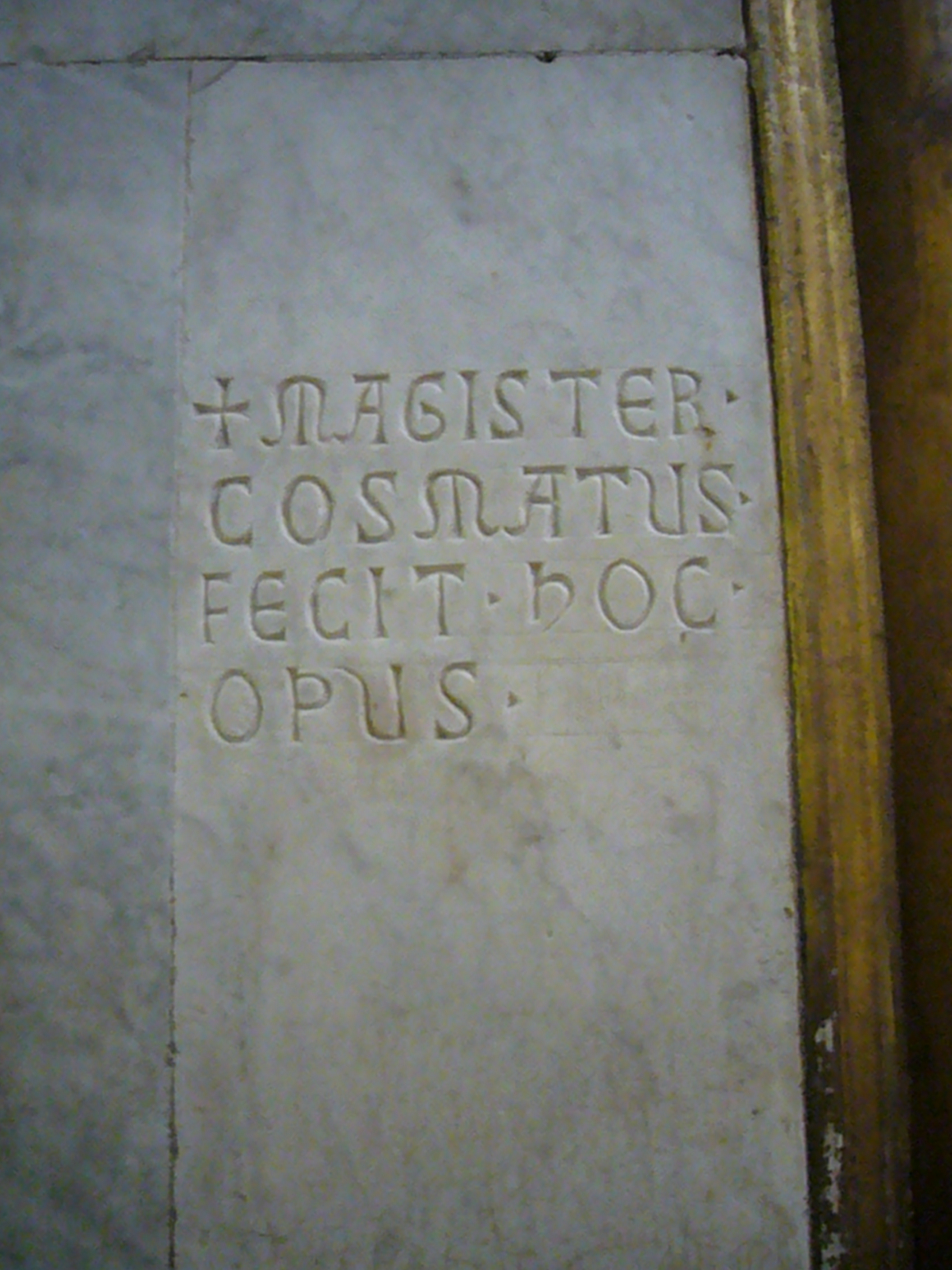

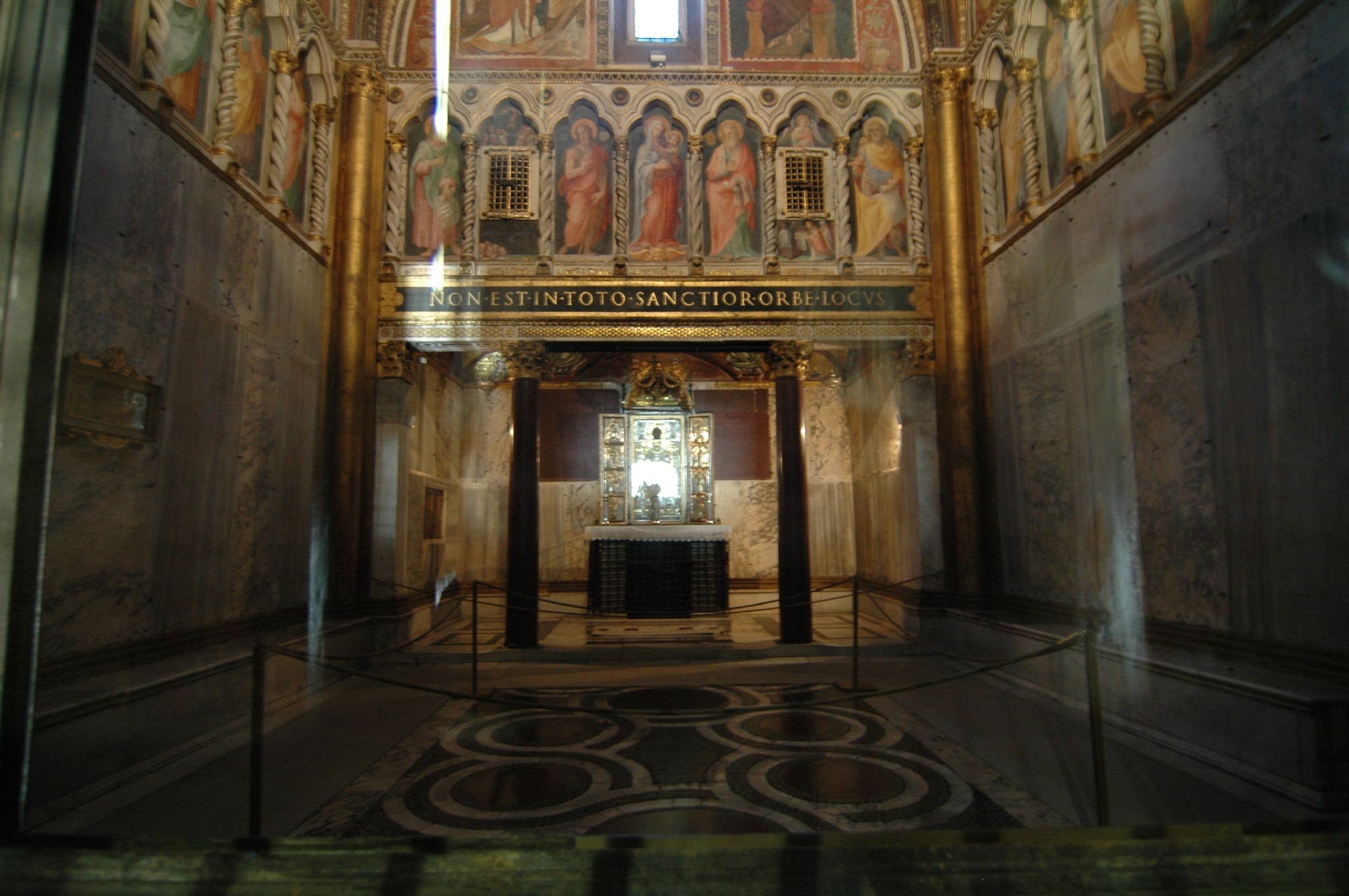
Vista general.

Sobre el altar hay una inscripción latina con el texto NON EST IN TOTO SANCTIOR ORBE LOCUS ("no existe en todo el mundo más santo lugar"). Contiene una imagen de Cristo Redentor (o entronizado en Su Gloria) que la tradición considera aquiropoieta (comenzada por San Lucas y terminada por los ángeles; los análisis formales le atribuyen un origen bizantino del siglo VIII). Los suelos están decorados con cosmati, que llevan la inscripción latina Magister Cosmatus fecit hoc opus, de donde se origina este nombre. Los frescos con que está decorada la bóveda (los cuatro evangelistas) y la parte alta de los muros (Nicolás III ofreciendo la maqueta de la capilla entre los santos Pedro y Pablo y Cristo entronizado con dos ángeles, y los martirios de los santos Pedro, Pablo, Esteban, Lorenzo, Inés y Nicolás) son un ejemplo de la escuela romana de pintura de finales del Duecento, y se consideran precedentes de los de la basílica de San Francisco de Asís. En la base de los frescos se construyó en 1590 una loggia denominada "de los santos" (Cesare Nebbia y Giovanni Guerra).

## Reliquias

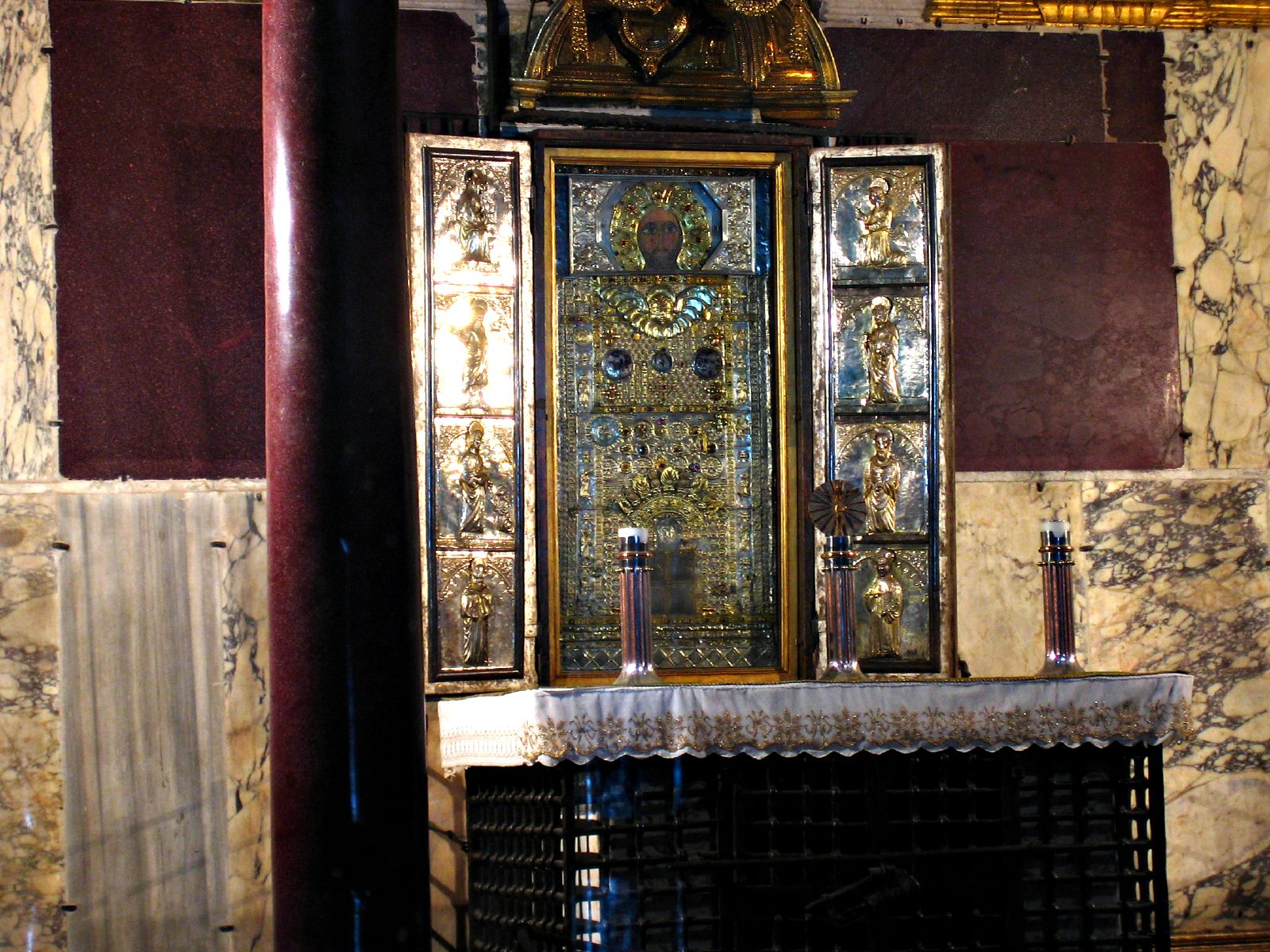
Imagen de Cristo.

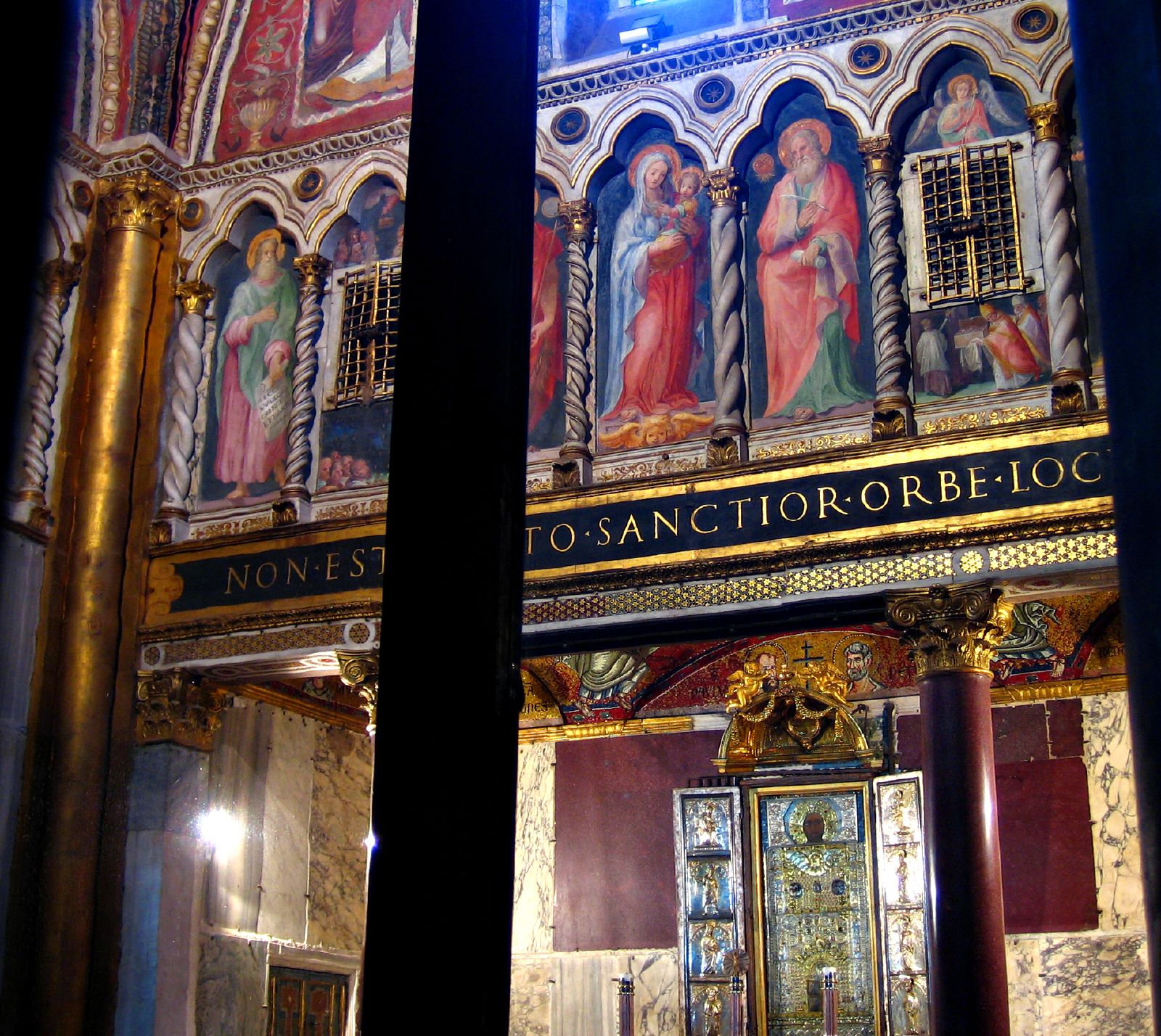
Loggia de los santos.

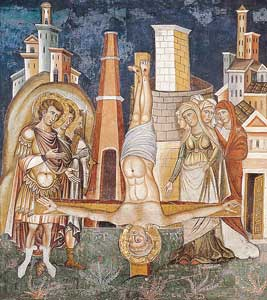
Fresco de la Crucifixión de San Pedro.

Muchas de las reliquias que la tradición piadosa asegura que se conservan aquí son altamente improbables, y otras han sido trasladadas en distintos momentos a otros lugares. Son, entre otras: el Arca de la Alianza, las Tablas de la Ley, el Santo Ombligo y el Santo Prepucio, las Sandalias de Cristo, el Triclinio de la Última Cena y un trozo de pan servido en ella, el bastón con el que fue golpeado durante la coronación de espinas, el manto de San Juan Bautista, las cabezas de San Pedro y San Pablo, las de las santas Inés y Eufemia, el hombro de San Mateo o la mandíbula de San Bartolomé. Los propios escalones de la Escalera Santa se suponía que provenían del Pretorio de Jerusalén, por lo que habrían sido pisados por Jesucristo durante la Pasión. También se afirma que se conservan dos columnas del Templo de Salomón
Consta que el papa León III (ca. 800) había ordenado guardar el tesoro de reliquias en un "arca de cedro". Entre 1073 y 1118 el diácono Juan realizó una Descriptio (durante el pontificado de Gelasio II). El contenido se fue alterando hasta 1513, en que León X ordenó hacer un inventario. Desde entonces no se consintió a nadie contemplarlas directamente hasta que en 1903 se permitió a Florian Jubaru abrir la zona donde están las reliquias, indentificando, al menos, la cabeza de Santa Inés. Entre 1905 y 1906 se realizó un estudio e inventario por Hermann Grisar y Philippe Lauer. Entre los objetos descritos destacan cruces preciosas y todo tipo de relicarios, en cristal de roca, plata, marfil, cedro, etc. También montones de bolsas de tela y de envoltorios de pergamino y papiro (muchas veces reutilizados) con textos identificativos. Los pergaminos se han datado, en su mayor parte, entre el siglo IX y el XII, pero hay incluso un fragmento de una obra de Tito Livio datable en el siglo IV o el V. Rafaello Volpini estableció que la mayor parte de los pergaminos procedían del archivo de Gelasio II, presumiblemente reutilizados por no considerarse necesaria su conservación en la Cancillería.